# Hypocrea stilbohypoxyli
Hypocrea stilbohypoxyli är en svampart som beskrevs av B.S. Lu & Samuels 2003. Hypocrea stilbohypoxyli ingår i släktet svampdynor och familjen Hypocreaceae.   Inga underarter finns listade i Catalogue of Life.